# Golubinac
Golubinac je naseljeno mjesto u općini Ravno, Federacija Bosne i Hercegovine, BiH.

## Povijest
Selo Golubinac nalazi se na putu iz Zavale prema Belenićima, na brdu Gradini na kojemu se nalazi prapovijesna gradina iz brončanoga ili željeznoga doba. U selu se nalazi kapelica Gospe od Pohoda (građena od 1898. do 1900.) uz koju se nalazi manja nekropola stećaka. Na lokalitetu Pasi nalazi se kasnoantička grobnica na svod.
Selo se prvi put spominje 18. ožujka 1285. godine kada Prvodrag Obradić iz Golubinca (Peruodrago Obradich de Golubinez), s ostalim predstavnicima, kao čovjek župana Tvrtka, sudjeluje na sastanku s Dubrovčanima. Godine 1624. u mjestu je zabilježeno 12 katoličkih kuća.
Do potpisivanja Daytonskog mirovnog sporazuma bilo je u sastavu tadašnje općine Trebinje koja je ušla u sastav Republike Srpske.

## Stanovništvo

### 1991.
Nacionalni sastav stanovništva 1991. godine, bio je sljedeći:
- Hrvati - 11 (100%)

### 2013.
Nacionalni sastav stanovništva 2013. godine, bio je sljedeći:
ukupno: 79
- Hrvati - 79 (100%)

### Članci
- Vidović, Domagoj. 2011. Toponimija Sela Zavala, Golubinac, Belenići i Kijev Do u Popovu. Folia onomastica Croatica. Zavod za lingvistička istraživanja HAZU. Zagreb.  (20): 207–248